# Dragon Ball Xenoverse 2
Dragon Ball Xenoverse 2 es un videojuego desarrollado por Dimps y publicado por Bandai Namco Entertainment, basado en la franquicia de Dragon Ball. Es la secuela de Dragon Ball Xenoverse, y se publicó en otoño de 2016 para PlayStation 4, Xbox One, Microsoft Windows y Nintendo Switch. Y Stadia. La editora, en colaboración con la desarrolladora Dimps, ha anunciado una actualización cargada de novedades para el juego que ya está disponible.  
Este lanzamiento llega siete años después de su debut original en octubre de 2016 y también se ha revelado una versión nativa para Xbox Series X|S Y Playstation 5 que verá la luz en el año 2024. 
En Japón, Dragon Ball Xenoverse 2 fue lanzado únicamente en PlayStation 4.Es el segundo videojuego de Dragon Ball de la octava generación de consolas de videojuego.

## Modos de juego
En el menú principal tenemos tres apartados los cuales son: iniciar la partida, complementos y opciones. En complementos tenemos los contenidos descargables que traería varios Maestros, personajes y misiones. Luego, en las opciones, puedes cambiar las voces de los personajes hasta cambiar el brillo y volumen del juego. Hay 5 tipos de razas, la primera sería la raza monstruo o Majin que es la raza de Buu, luego está la raza Saiyan, los Terrícolas, la raza Namekuseigin como Piccolo, y por último la raza de Freezer.

### Ataque cristal
Después de acceder a colaborar en un experimento para Fu, los jugadores se verán envueltos en un Modo Online luchando cinco contra cinco en el que uno puede convertirse en alguno de los Jefes de Misiones Expertas (Dios Demonio Demigra, Zamas Fusión (Corrupto) o Mira (Forma Final) para vencer a los rivales restantes.

### Misiones experto
Las misiones de expertos son algunas de las batallas más desafiantes a las que te enfrentarás en Dragon Ball Xenoverse 2. En ellas, al superarlas las misiones expertas, se pueden llegar a conseguir recompensas como medallas "TP ",una nueva habilidad y además no se pueden usar cápsulas en las misiones expertas.

## Argumento
Dos años después de los eventos de Dragon Ball Xenoverse, el protagonista recibe una misión del Kaioshin Anciano, que consiste en corregir la historia después de que haya cambiado. Conocen a la Suprema Kaioshin del Tiempo, una deidad que vigila el tiempo, y a su pájaro, TokiToki. Después se les otorga su primera misión, que es corregir la batalla de Goku contra Raditz después de que este último ha sido mejorado por la magia oscura. Mientras tanto, Towa y Mira, que han hecho que la historia cambie, han reunido aliados de diferentes partes de la línea de tiempo.

### Historia
Durante el Ataque de la Saga Saiyajin, Turles intenta interceptar a Goku para evitar que ayude a los Guerreros Z contra Nappa y Vegeta, solo para ser detenido por las fuerzas combinadas del Patrullero del Tiempo y Goku. Durante la batalla, Trunks y su compañero, el protagonista del primer juego de Xenoverse, intentan capturar a Turles, pero este escapa antes de que el Patrullero del Tiempo pueda detenerlo. Luego, el protagonista regresa al Nido del Tiempo después de derrotar al Mono Gigante Nappa y Mono Gigante Vegeta y corregir la historia. Allí, se les presenta a Trunks y su compañero, y se anuncia que TokiToki está poniendo un huevo, que da nacimiento a otro universo. Durante la Saga de Namek, el Patrullero del Tiempo ayuda a Gohan y Krillin a escapar de Dodoria y Zarbon. Después de la batalla, el Patrullero del Tiempo regresa al Nido del Tiempo solo para descubrir que el Capitán Ginyu había cambiado de cuerpo con Vegeta. El Patrullero del Tiempo y Trunks intentan arreglar esto, pero al hacerlo, Ginyu cambia de cuerpo con Trunks. Después del percance, Ginyu finalmente cambia de cuerpo con Gokú. Después de luchar contra Ginyu con el cuerpo de Goku, Ginyu regresa a su cuerpo e intenta cambiar de cuerpo con el Patrullero del Tiempo, pero Goku lanza una rana namekiana en el rayo, lo que hace que Ginyu cambié de cuerpo con la rana. El Patrullero del Tiempo debe ayudar a Nail a luchar contra Freezer para que Gohan y Krillin obtengan las Dragon Balls, lo que hace que Trunks intervenga y ayude a Gohan y al Patrullero del Tiempo.
Durante la pelea de Goku con Freezer, Cooler, el hermano de Freezer, llega para ayudar a Freezer a matar a Goku, pero finalmente es derrotado por el Patrullero del Tiempo y Goku. En la era de los androides, Trunks intenta ayudar a Gohan a derrotar a los androides de una vez por todas, pero el Patrullero del Tiempo lo detiene. Trunks debe tomarse un descanso para patrullar el tiempo. El Patrullero del Tiempo luego viaja a la era de Majin Buu para arreglar la distorsión en la que Majin Vegeta se sacrificó para derrotar a Majin Buu. Broly llega e intenta matar a Gokú, Vegeta y Buu, pero el Patrullero del Tiempo lo detiene. Vegeta se sacrifica para destruir a Majin Buu, restaurando el flujo actual de la historia. El Patrullero del Tiempo luego va a la línea de tiempo donde Goku y Vegeta derroten al Pequeño Boo. El Patrullero del Tiempo lo persigue y se teletransporta a la era donde Beerus y Goku están peleando. El Patrullero del Tiempo derrota al Saiyan Enmascarado, rompiendo su máscara y revelando que es Bardock. Mira llega y se involucra en la batalla con el Patrullero del Tiempo. Beerus interrumpe la batalla con la intención de destruir a Mira, Goku, el Patrullero del Tiempo y la Tierra. Poco después, el Patrullero del Tiempo viaja a la saga de la Resurrección de Freezer, en la que Freezer ha resucitado y quiere vengarse de Goku. Durante la batalla, Cooler vuelve a aparecer. Towa piratea el pergamino del tiempo y engaña a Beerus y Whis para que abandonen la batalla, lo que le permite a Freezer destruir el planeta. Whis puede rebobinar el tiempo y el Patrullero del Tiempo, junto con Goku y Vegeta, derrotan a Cooler y Freezer.

## Desarrollo
El juego fue presentado originalmente por Bandai Namco Entertainment el 16 de mayo de 2016, como un nuevo "proyecto Dragon Ball", y se anunció el 17 de mayo de 2016. Un portavoz de Bandai Namco confirmó que el juego iba a ser lanzado únicamente en Japón para la PlayStation 4; Bandai Namco probablemente ya tenía planes para lanzar Xenoverse 2 (sin el conocimiento del equipo de desarrollo) ya que el dominio fue registrado el 9 de diciembre de 2014, antes del lanzamiento del primer juego. Sin embargo, el productor del juego afirma que el equipo de desarrollo no había planeado una secuela cuando se lanzó Dragon Ball Xenoverse que se publicó el 5 de febrero de 2015. Bandai Namco anunció en el E3 2016 que el juego se ejecutaría a una velocidad de 60 fotogramas por segundo en las tres plataformas, tendría una ciudad central siete veces más grande que su predecesora y también contaría con un nuevo sistema de transporte.

## Recepción

### Crítica
Dragon Ball Xenoverse 2 recibió generalmente reseñas que varían de mixtas a positivas por parte de la crítica especializada desde su lanzamiento.